# Hórus Bá
Hórus Bá é o nome sereque de um antigo faraó que pode ter governado no final da I dinastia, a última parte da II dinastia ou durante a III dinastia. Nem a duração exata de seu reinado nem sua posição cronológica são conhecidas.